# Aeroport Internacional de Luau
|  | Aquest article tracta sobre l'aeroport nou. Vegeu-ne altres significats a «Aeroport de Luau». |

L'Aeroport Internacional de Luau (codi IATA: ---, codi OACI: ---) és un nou aeroport internacional que serveix Luau, a la província de Moxico a Angola. Es troba a 6,5 kilòmetres a l'oest de la ciutat, i podria substituir l'aeroport de Luau (codi IATA: UAL, codi OACI: FNUA), una pista d'aterratge sense pavimentar que hi ha a la ciutat.
La ciutat de Luau es troba a la frontera entre Angola i la República Democràtica del Congo, i limita amb la ciutat congolesa de Dilolo. L'aeroport és part d'un pla de transport que inclou la restauració del ferrocarril i la carretera que enllaça amb la província de Katanga de la República Democràtica del Congo.
L'aeroport fou inaugurat el febrer de 2015 pel president d'Angola José Eduardo dos Santos.